# Junák

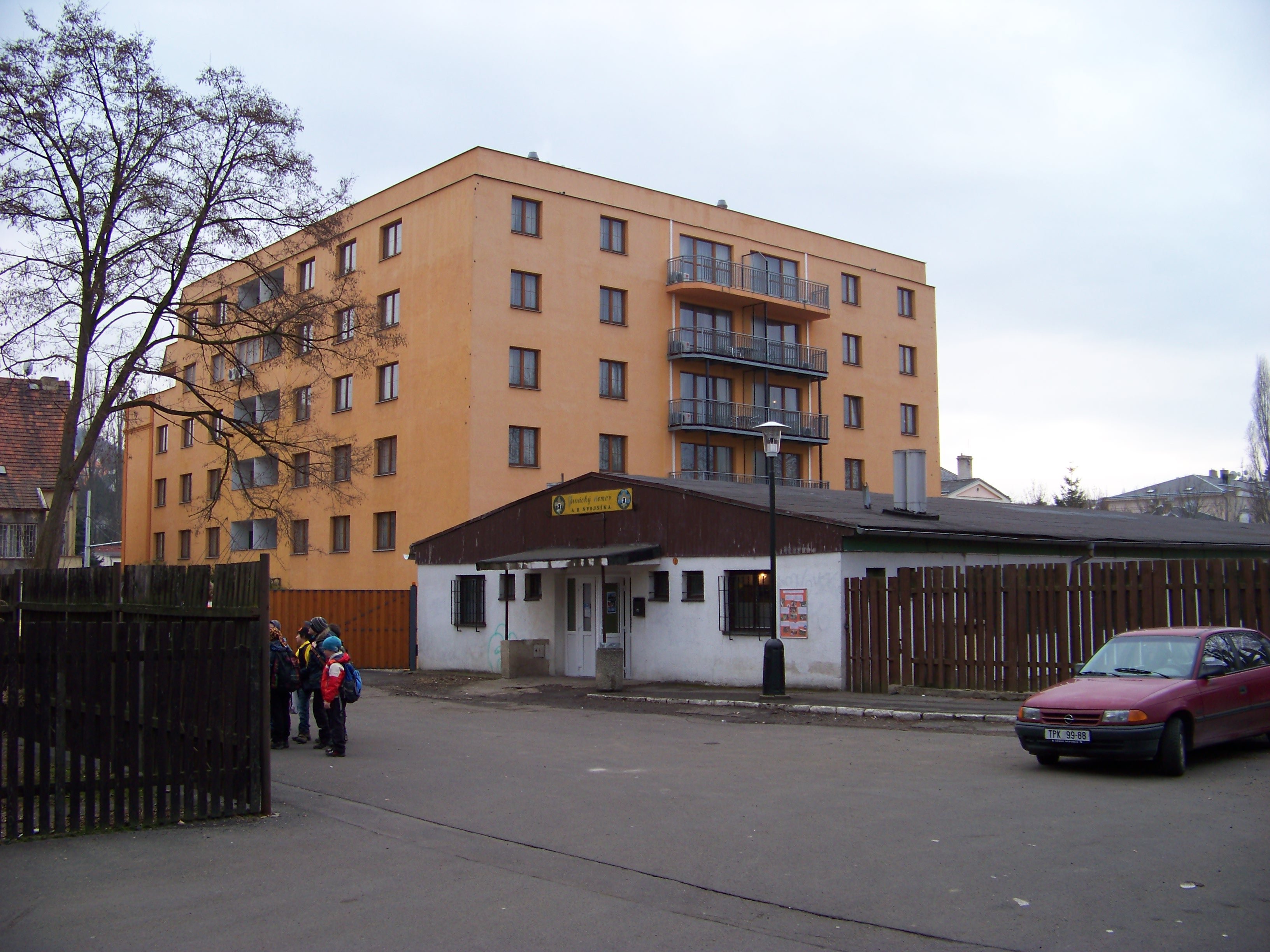
Teplice, distrito de Teplice, región de Ústí nad Labem, República Checa. Lázně Šanov, Aloise Jiráska 1961, Casa Scout de A. B. Svojsík.

Junák – la Asociación de Scouts y Guías de la República Checa es la organization más grande de niños y jóvenes del país. Tiene unos 45000 miembros. Junák es una asociación voluntaria, cívica, independiente y apolítica, que asocial a sus miembros sin diferencias de nacionalidad, confesión religiosa, convicción política, raza, etc.

## El símbolo
El símbolo de los scouts checos es la flor de lis con una cabeza de perro (supuesto símbolo de antiguos guardias de fronteras de una región checa llamada “Chodsko”), situada sobre el trifolio de guías.

## Los campamentos
Especialmente hoy es muy importante tartar de vivir en la naturaleza con los medios más modestos, desviando así a los jóvenes de la vida consumista. Los campamentos veraniegos de guías y scouts checos tienen una especialidad que no se puede encontrar en otros países. Las tiendas se levantan sobre una base de madera. A decir verdad, los soportes surgieron por necesidad – desde el principio los campamentos scout checos duraban más que en otros países, se prolongabad durante todas las vacaciones, y desde aquel tiempo las pequeñas casitas de madera con el techo de lienzo son típicas para un campamento scout checo. 

## Expediciones
En la primavera y en el otoño se va a la naturaleza y se duerme “al aire libre” o en tiendas; en invierno las tropas de guías y scouts se alojan en refugios montañosos o salas de reunión de grupos amigos. 

## Guías y scouts náuticos
No tenemos mar, pero tenemos muchos ríos y valles pintorescos y también lagos de embalses. Tropas náuticas crean una atmósfera atrayente que evoca el ambiente de marina de tiempos antiguos. Un poco de peligro, pero también una disciplina estricta e imprescindible seguramente juegan su papel. 

## La misión de Junák
La misión de Junák es desarrollar la personalidad de los jóvenes, sus capacidades espirituales, morales, intelectuales y físicas, para que puedan cumplir sus obligaciones en el espíritu de los principios y métodos fijados por el fundador del movimiento scout, lord Robert Baden-Powell, quien encargó a guías y scouts cumplir en particular:
- Su obligación hacia Dios, concebida como la obligación de buscar en la vida valores superiors a los materiales
- La obligación hacia los demás, como la fidelidad a patria, esforzarse por la paz, la comprensión mutual y la cooperación entre la gente, naciones y grupos sociales y la participación en el desarrollo de la sociedad.
- La obligación hacia sí mismo, ser responsible de su propio desarrollo.

El scouting es un sistema complete de educación, autoeducación y desarrollo de character que corresponde a la edad y necesidades individuales de cada uno de sus miembros. 

## El Juramento de guías y scouts
Prometo por mi honor, y lo mejor que pueda:
- servir a Verdad Suprema y al Amor fielmente en todo momento
- cumplir con mis obligaciones y respetar las leyes scout
- con el alma y cuerpo estar preparada/o a ayudar a la patria y al prójimo.

El juramento puede terminar con la siguiente frase: “¡Qué Dios me ayude a cumplirlo!”

## El sistema de educación de guías y scouts tiene varios niveles
Cursos y seminarios destinados a dirigentes de patrullas y tropas, escuelas forestales para líderes, dirigentes e instructores. Hay también cursos especializados en diversas actividades scout. 

## La estructura organizativa del Junák
Las tropa sestán compuestas de patrullas. Varias tropas forman centros locales. En el caso de guías y scouts náuticos las patrullas se llaman tripulaciones y las tropas son puertos. Las tropas se concentran en centros locales, las guías y scouts náuticos en puertos. La unidad más alta son distritos. El organismo cumbre de Junák es la Asamblea General. El único organismo dirigente en el período entre las convenciones es el Consejo Central.

## El uniforme
Todos los miembros de Junák traen el mismo tipo de camisa de color ocre. Las luciérnagas y los lobatos tienen pañoletas amarillas, los otros de color castaño. Los graduados de „escuelas forestales“ traen pañoletas grises. Los scouts y guías náuticos traen uniformes de color azul. Los activistas traen como uniforme de gala una americana de azul oscuro noc distintivos, acompañada noc una falda azul en caso de mujeres, o pantalones de color gris en caso de hombres.